# Selma (Californië)
Selma is een plaats, een zogenaamde city, in Fresno County in Californië in de Verenigde Staten. Bij de census van 2010 telde de plaats 23.219 inwoners en met een oppervlakte van 13,303 km² bedroeg de bevolkingsdichtheid 1.745 inwoners per vierkante kilometer.

## Geografie
Selma ligt op 36°34′22″ noorderbreedte en 119°36′46″ westerlengte in het midden van de agrarische San Joaquin Valley op 94 m boven zeeniveau. Het bevindt zich ruim 24 km ten zuidoosten van Fresno, de grootste stad in de omgeving. De totale oppervlakte bedraagt ongeveer 13,3 km², wat allemaal land is.

### Plaatsen in de nabije omgeving
De onderstaande figuur toont nabijgelegen plaatsen in een straal van 16 km rond Selma.

## Demografie
Volgens de census van 2010 bedroeg het inwoneraantal 23.219, dat is ten opzichte van 2000 een stijging van 19,4%, want toen bedroeg het inwoneraantal namelijk 19.444. Van de 23.219 inwoners was 55,4% blank, 1,2% zwart of Afro-Amerikaans, 2,1% inheems Amerikaans, 4,3% Aziatisch, 32,9% behoorde tot een ander ras en 3,8% tot meerdere rassen. Daarnaast waren er ruim 18.000 hispanics of latino's, die 77,6% van de totale bevolking uitmaken; zij vormen geen apart ras en kunnen tot elk van de bovengenoemde rassen behoren.

## Verkeer en vervoer
Selma ligt aan de SR 99, een belangrijke verbindingsweg tussen het noorden en zuiden van Californië. De SR 43, die vanuit het zuiden komt, kruist in het noordwesten van Selma met de SR 99 en eindigt daar.

## Geboren
- Calaway H. Dodson  (1928-2020), botanicus, taxonoom en orchideeënspecialist